# Natacha et les Dinosaures
Natacha et les Dinosaures est la vingt-troisième histoire de la série Natacha de François Walthéry et Marc Wasterlain. Elle est publiée pour la première fois en 1998 sous forme d'album.

## Résumé
En Papouasie, dans une vallée inaccessible, vivent des dinosaures qui ont échappés à l'extinction des différentes espèces (Brontosaures, Tyrannosaures, etc.). Le professeur Legof va découvrir cette vallée, mais suite à un incident d'hélicoptère il va s'y écraser et disparaître. Un mois plus tard, Natacha et Walter accompagnent un groupe d'enfants (Le club de Dinosaures) qui a gagné un concours organisé par la BARDAF, assistés par leur enseignante madame Legof, épouse de l'explorateur disparu. Le lot de ce concours est justement, un voyage en Papouasie sur les traces des vestiges des dinosaures. Après un long vol de Bruxelles vers Port-Moresby, ils rejoignent le chantier de fouilles du professeur Spitzer. Le petit groupe va s'aventurer dans une faille du terrain et aboutir dans la vallée perdue et se trouver nez à nez avec des animaux préhistoriques souvent hostiles...

### Documentation
- Laurent Mélikian, « Les TyRex sont priés d'attacher leur ceinture », BoDoï, no 15,‎ janvier 1999, p. 11.
- Christelle et Bertrand Pissavy-Yvernault, « Introduction », dans Natacha t. 6, Dupuis, mai 2020 (ISBN 979-1-0347-4911-9), p. 5-45.